# Tingotingo
Tingotingo – rodzaj pająków z rodziny Malkaridae i podrodziny Tingotinginae. Zalicza się do niego 4 opisane gatunki. Wszystkie są endemitami Nowej Zelandii.

## Morfologia
Samice osiągają od 2,7 do 3,6 mm, a samce od 2,3 do 3 mm długości ciała. Prosoma jest ciemnobrązowa, w widoku bocznym prostokątna, pozbawiona podziału na część głowową i tułowiową. U samców prosoma ma od 1,01 do 1,29 mm długości i od 0,87 do 0,96 mm szerokości, zaś u samic od 1,21 do 1,48 mm długości i od 0,9 do 1,08 mm szerokości. Karapaks ma linie rozchodzące się promieniście od jamek oraz alweole rozmieszczone wzdłuż krawędzi. Tylny brzeg karapaksu jest szeroko listwowato wyniesiony.  Wszystkie oczy oddalone są od siebie na odległości mniejsze niż ich średnice. Wysokość nadustka jest od 2,6 do 3,4 raza większa od średnicy oczu pary przednio-środkowej. Szczękoczułki mają dwa zęby na krawędzi przedniej, jeden bardzo mały ząbek na krawędzi tylnej i niewielką nabrzmiałość w części nasadowej od strony przedniej. Warga dolna jest szersza niż długa i zlana z tarczowatym sternum. Endyty są dłuższe niż szerokie. Odnóża są krótsze i grubsze niż u pokrewnego Whakamoke. Uda pierwszej ich pary są zawsze krótsze niż karapaks.
Opistosoma jest kremowa z ciemnobrązowym, silnie zesklerotyzowanym skutum i ciemnobrązowymi dyskami szczecinkonośnymi. Skutum przykrywa części przednio-boczne opistosomy i przechodzi na jej stronę brzuszną, gdzie u samicy rozciąga się ku tyłowi na odległość mniejszą niż połowa długości opistosomy, a u samca na odległość równą około ⅔ jej długości. Na przedzie skutum tworzy pierścień otaczający łącznik. U samic skutum za epigynum ma zamknięte fenestra, co odróżnia je od pokrewnego Whakamoke. Środkiem opistosomy biegnie para podłużnych rzędów zawierających po sześć lub siedem większych sigillów, a po ich bokach kilka równoległych rzędów sigillów mniejszych.
Nogogłaszczki samca mają niezmodyfikowane golenie z dwoma lub trzema trichobotriami, zaś cymbium dłuższe niż szerokie, pozbawione apofiz i na szczycie stępione. Paracymbium może być rozdwojone lub zaopatrzone w odsiebne wyrostki. Długi, na całej długości nitkowaty embolus zatacza prawie pełne koło, a sierpowaty i zaopatrzony w wyrostek nasadowy konduktor biegnie w przeciwnym do niego kierunku.

## Taksonomia
Rodzaj ten wprowadzony został w 2020 roku przez Gustava Hormigę i Nikolaja Scharffa na łamach Invertebrate Systematics w ramach rewizji taksonomicznej nowozelandzkich Malkaridae. Jego gatunkiem typowym kreatorzy wyznaczyli opisanego w tej samej publikacji T. porotiti. Nazwa rodzajowa oznacza w języku maoryskim „nakrapiany” i odnosi się do ubarwienia opistosomy.
Według wyników molekularnej analizy filogenetycznej Dimitara Dimitrowa i innych z 2017 roku rodzaj ten stanowi grupę siostrzaną dla rodzaju Whakamoke. Hormiga i Scharff połączyli te rodzaje w 2020 roku w podrodzinę Tingotinginae.
Do rodzaju tego zalicza się cztery opisane gatunki:
- Tingotingo aho Hormiga et Scharff, 2020
- Tingotingo porotiti Hormiga et Scharff, 2020
- Tingotingo pouaru Hormiga et Scharff, 2020
- Tingotingo tokorera Hormiga et Scharff, 2020